# Université de Burapha
Pour les articles homonymes, voir BUU.
L'université de Burapha (en thaï : มหาวิทยาลัยบูรพา ; en anglais : Burapha University ou BUU) est une université publique thaïlandaise située à Bang Saen, dans la province de Chonburi, à 85 kilomètres au sud de Bangkok.

## Historique
Fondée en 1955 sous le nom de College of Education, l'université de Burapha porte son nom actuel depuis 1990.

## Galerie

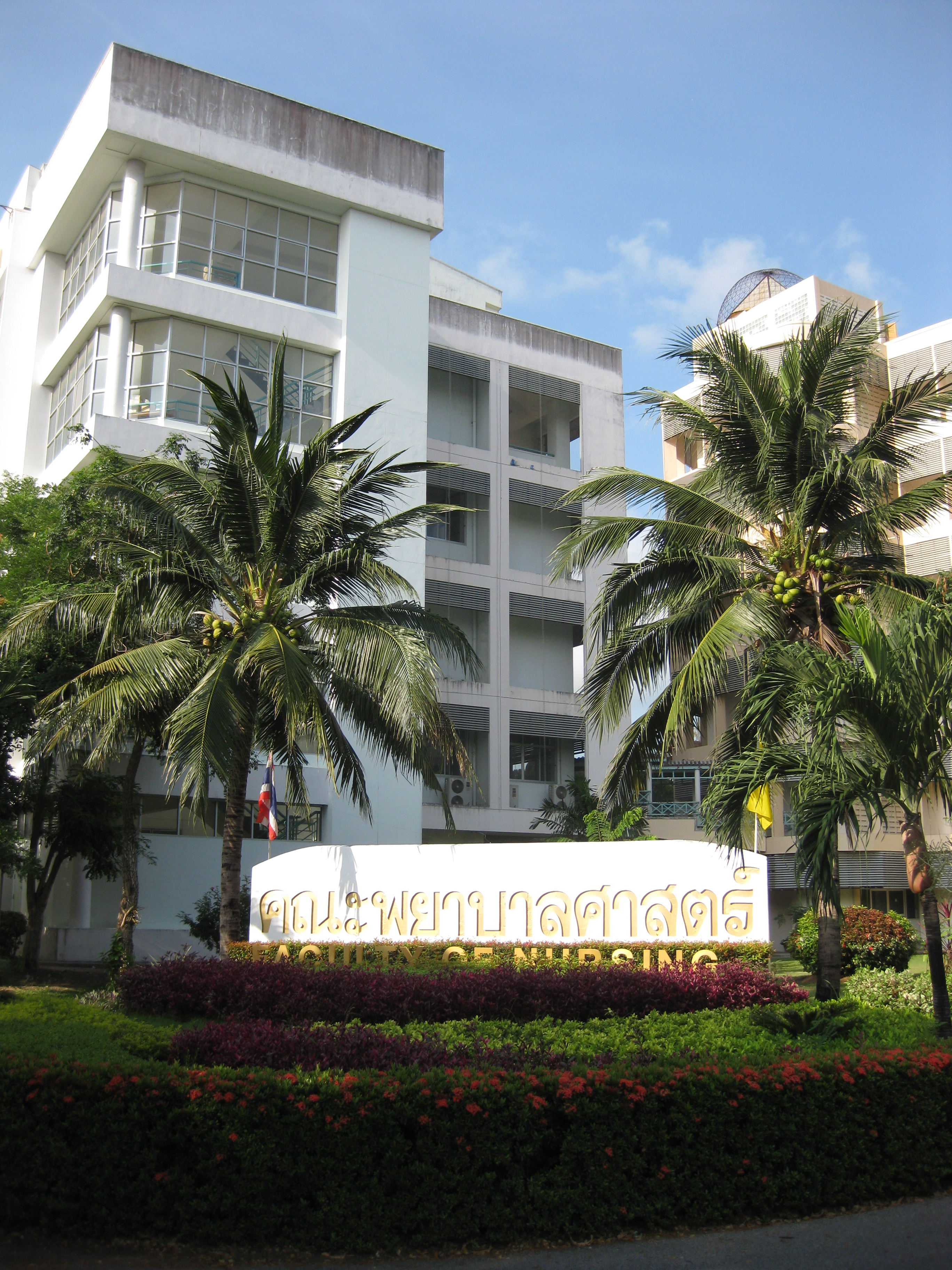
Faculté des sciences infirmières
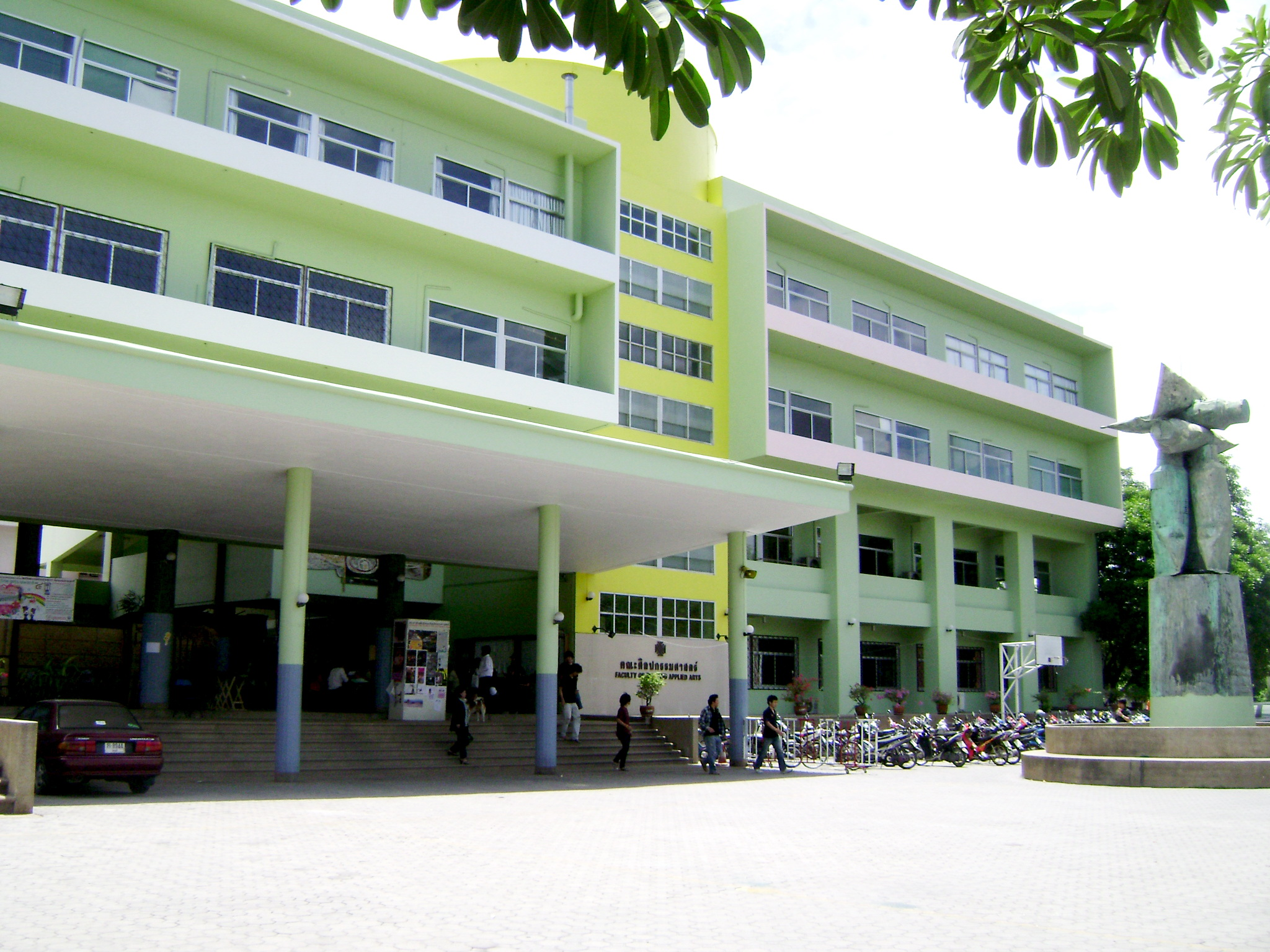
Faculté des beaux-arts et des arts appliqués
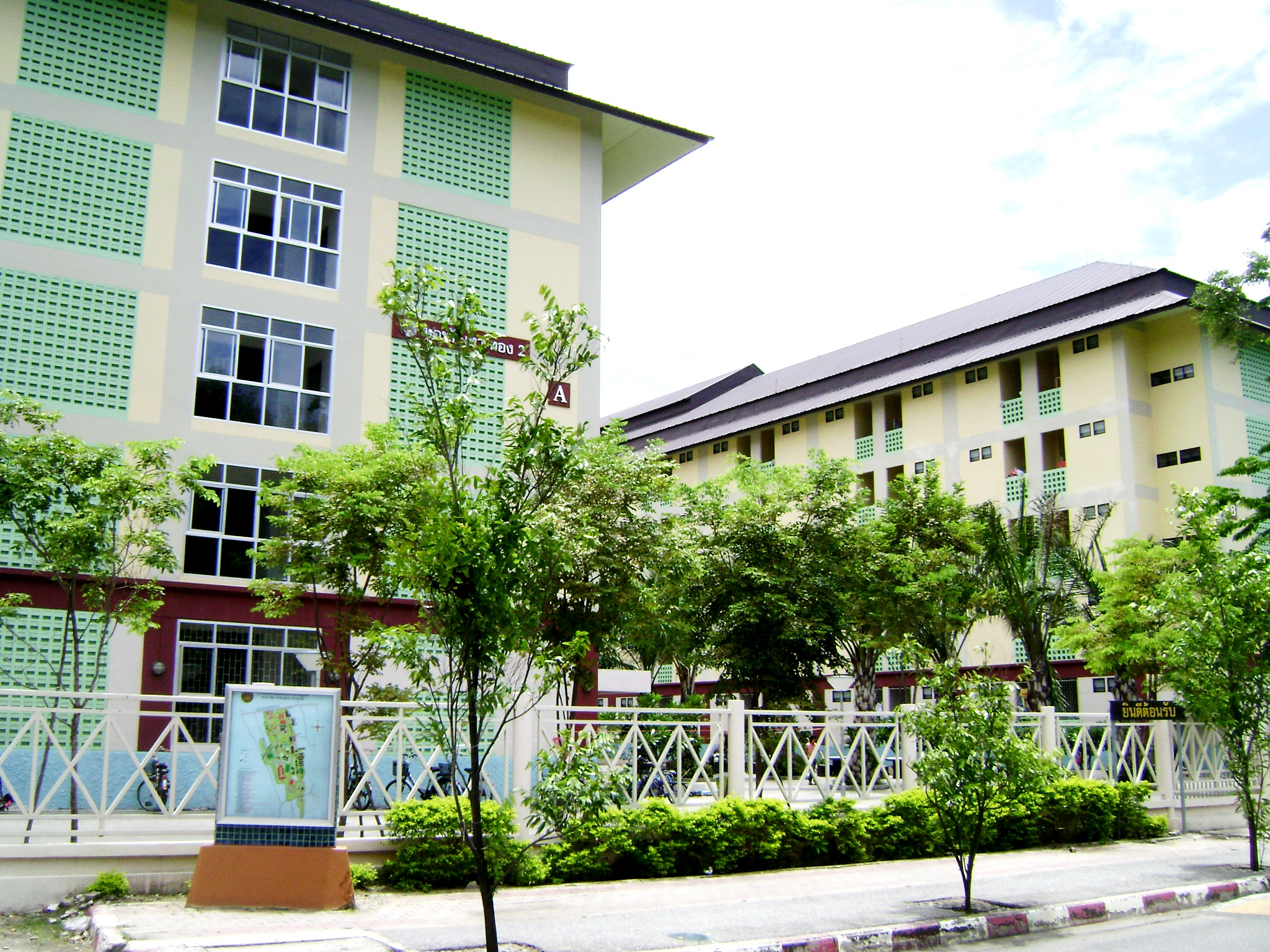
Bâtiment Gray Gold
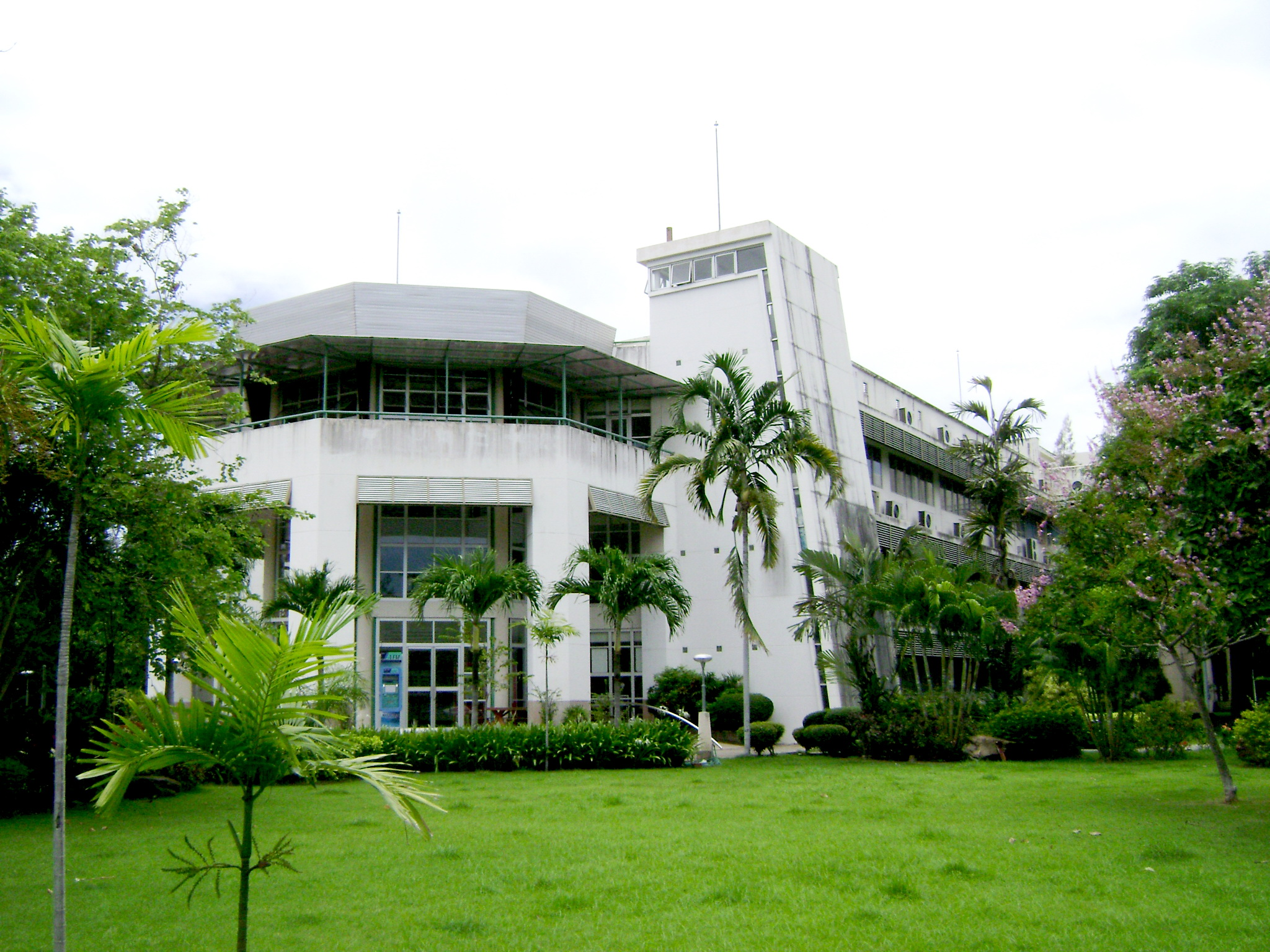
Centre informatique

## Source
- (en) Cet article est partiellement ou en totalité issu de l’article de Wikipédia en anglais intitulé « Burapha University » (voir la liste des auteurs).